# Per-Olov Löwdin
Per-Olov Löwdin, född 28 oktober 1916 i Uppsala, död 6 oktober 2000 i Uppsala, var en svensk teoretisk fysiker och teoretisk kemist.

## Biografi
Löwdin påbörjade studier vid Uppsala universitet 1935, blev filosofie licentiat 1942 och började samma år undervisa i mekanik och matematisk fysik vid universitetet. Under 1946 tillbringade han sex månader vid Wolfgang Paulis forskargrupp, där han studerade frågeställningar inom kvantelektrodynamik, och 1948 disputerade han för filosofie doktorsgraden i teoretisk fysik. under Ivar Waller och utnämndes till docent samma år. Under 1949 var han fem månader vid Universitetet i Bristol hos Nevill Francis Mott, senare nobelpristagare i fysik (1977), där han fortsatte att arbeta inom fasta tillståndets fysik, samma område som hans doktorsavhandling. 
1950–1951 tillbringade han i USA, hos Hertha Sponer vid Duke University, vid University of Chicago hos Robert S. Mulliken, som senare tilldelades nobelpriset i kemi (1966),  och hos John C. Slater vid MIT. Det var vid denna tid som kvantkemi kom att bli hans huvudsakliga forskningsintresse. Han gjorde flera pionjärinsatser inom kvantkemin, bland annat införde han tekniken med symmetrisk ortogonalisering 1950.
Löwdin grundade en forskargrupp i kvantkemi i Uppsala 1955, och räknas som den som införde detta ämnesområde i Sverige. Han hade en laboratorstjänst finansierad av Naturvetenskapliga forskningsrådet 1955–1960. Han grundade en motsvarande forskargrupp vid University of Florida i Gainesville 1960. Löwdin utsågs till professor i kvantkemi i Uppsala 1960.
Han invaldes 1969 som ledamot av Kungliga Vetenskapsakademien och tilldelades 1987 Niels Bohr-medaljen. Han var ledamot av Nobelkommittén för fysik 1972–1984. 
Per-Olov Löwdin var mellan 1940 och 1959 gift med idrottsledaren Inga Löwdin, född Svennbeck. Tillsammans fick de sonen Per 1949. År 1960 gifte han om sig med Karin Elmsäter och samma år fick de dottern Anna.
Löwdin är begraven på Uppsala gamla kyrkogård.

## Utmärkelser
- Kommendör av Vasaorden, 3 december 1974.[10]
- År 1980 utnämndes Löwdin till hedersdoktor vid Åbo universitet.[11]

## Publikationslista
- en:Lowdin#Publications